# Anders Hansen
Anders Hansen (* 16. September 1970 in Sønderborg) ist ein dänischer Profigolfer der PGA European Tour.
Der zweifache dänische Amateurmeister wurde 1995 Berufsgolfer, konnte sich aber erst ab dem Jahre 1999 auf der European Tour etablieren. Der erste Turniererfolg gelang Hansen 2002, bei der angesehenen Volvo PGA Championship, seinen zweiten feierte er fünf Jahre später beim gleichen Turnier, welches mittlerweile in BMW PGA Championship umbenannt worden ist. Seit 2000 ist er immer unter den Top 60 der European Tour Order of Merit zu finden, sein bestes Ranking hatte er im Jahr 2002 mit einem 16. Platz.
Hansen vertrat sein Land viele Male im World Cup.
Anders Hansen hat seinen Wohnsitz in Zürich. Der in derselben Branche tätige Landsmann Søren Hansen ist mit ihm weder verwandt noch verschwägert, die beiden sind jedoch befreundet.

## European Tour Siege
- 2002 Volvo PGA Championship
- 2007 BMW PGA Championship
- 2009 Joburg Open (zählt auch zur Sunshine Tour)

## Andere Turniersiege
- 2009 Vodacom Championship (Sunshine Tour)

## Teilnahmen an Mannschaftswettbewerben
- World Cup: 1999, 2002, 2003, 2004, 2005, 2007, 2008, 2011
- Vivendi Trophy (für Kontinentaleuropa): 2009, 2011

## Resultate bei Major Championships
| Tournament        | 1999 | 2000 | 2001 | 2002 | 2003 | 2004 | 2005 | 2006 | 2007 | 2008 | 2009 | 2010 | 2011 | 2012 | 2013 |
| ----------------- | ---- | ---- | ---- | ---- | ---- | ---- | ---- | ---- | ---- | ---- | ---- | ---- | ---- | ---- | ---- |
| Masters           | DNP  | DNP  | DNP  | DNP  | DNP  | DNP  | DNP  | DNP  | DNP  | CUT  | DNP  | CUT  | CUT  | T24  | DNP  |
| US Open           | DNP  | DNP  | DNP  | DNP  | DNP  | DNP  | DNP  | DNP  | T55  | DNP  | DNP  | DNP  | DNP  | CUT  | DNP  |
| Open Championship | CUT  | DNP  | DNP  | T77  | CUT  | CUT  | DNP  | DNP  | T57  | T19  | CUT  | CUT  | T22  | CUT  | DNP  |
| PGA Championship  | DNP  | DNP  | DNP  | CUT  | CUT  | DNP  | DNP  | T24  | T12  | CUT  | CUT  | CUT  | 3    | CUT  | DNP  |

| Tournament        | 2014 |
| ----------------- | ---- |
| Masters           | DNP  |
| US Open           | DNP  |
| Open Championship | DNP  |
| PGA Championship  | DNP  |

DNP = nicht teilgenommen

CUT = Cut nicht geschafft

„T“ geteilte Platzierung

Grüner Hintergrund für Siege

Gelber Hintergrund für Top 10